# 照英を泣かそう
『照英を泣かそう』（しょうえいをなかそう）は、インターネットテレビ局AbemaTVのAbemaSPECIALチャンネルで2017年4月16日から10月22日まで配信されたトークバラエティ番組。

## 概要
芸能界一の泣上戸で知られる照英が視聴者から「泣ける話」を募集し、ゲスト声優による泣ける話の朗読や感動を誘う動画を見て、いかに泣けるかを「大泣き・中泣き・小泣き」の3段階で判定しながら、涙を流しストレスを発散することを目的とする「涙活デトックスバラエティ」。

## 出演者

### レギュラー
- 照英 - MC
- アイデンティティ - 天の声[注釈 1]

### ゲスト声優
- 森川智之
- 豊永利行
- 大橋彩香
- 木戸衣吹
- 原奈津子
- 村北沙織
- 依東杏奈
- 西森梨花
- 八重畑由希音
- 斎藤楓子
- 折笠富美子
- 内田彩

ほか

## スタッフ
- 構成：上野耕一郎
- 構成：島本裕太、井上崇
- プロデユーサー：野津静花、久田光彦
- ＡＤ：濱元光、小林小夏